# 中国人民解放军东部战区联合作战指挥中心
中国人民解放军东部战区联合作战指挥中心，位于江苏省南京市，隶属中国人民解放军东部战区联合参谋部，是中国人民解放军东部战区的联合作战指挥机构。

## 简介
早在深化国防和军队改革前，中国人民解放军便已在战区层次设有东海联合作战指挥中心。2014年7月31日，中华人民共和国国防部新闻发言人耿雁生回应有关东海联合作战指挥中心已成立的新闻时，并未予以否认，他回答称：“中国军队在建立联合作战指挥体制方面进行了积极探索，将走出一条具有中国特色的联合作战指挥体系改革之路。”
2015年11月27日，中华人民共和国国防部新闻发言人杨宇军就深化国防和军队改革在健全联合作战指挥体制上有何举措时称，“主要是适应打赢信息化战争、有效履行使命任务的要求，组建战区联合作战指挥机构，健全军委联合作战指挥机构，构建完善精干高效的战略战役指挥体系。”2016年2月1日，中华人民共和国国防部新闻局局长、国防部新闻发言人杨宇军在国防部专题新闻发布会上表示，战区是“本战略方向的唯一最高联合作战指挥机构”。
2016年2月前后，新成立的五个战区分别设立战区联合作战指挥中心。战区联合作战指挥中心是在此前各大军区作战指挥中心的基础上建成，增加了空军、火箭军等军兵种，增设了测绘导航、空域管理等作战要素，调整了指挥席位的设置。其中东部战区联合作战指挥中心设有数十个指挥席位。
2016年2月，东部战区联合作战指挥中心联合作战值班进入试运行，编印了《联合作战指挥中心运行规范》。2017年2月13日，东部战区组织东部战区联合作战指挥中心人员值班资格首批认证仪式，数百位指挥员和参谋人员获得初级值班资格证书和徽章，至此东部战区机关超过八成的人员通过了《战区联指中心值班人员资格认证实施办法（试行）》规定的值班人员资格认证。